# Novy
Novy est une entreprise belge fabricant des appareils de cuisine. La firme est basée à Kuurne et est spécialisée dans la fabrication de hottes aspirantes silencieuses.

## Historique
- 1907 : l'entreprise est créée à Kuurne par Hilaire Lannoy. Elle commercialise des pièces détachées pour les bicyclettes[1].
- Après 1914, la fabrication de vélos sous la marque « Yonnal » (« Lannoy » à l'envers) est lancée. Des motos complètent la gamme[1].
- 1965 : abandon de la fabrication de motos par suite de la concurrence des marques japonaises et début de fabrication de hottes[1].
- 1968 : vente d’autres appareils de cuisine tels que les fours, tables de cuisson et réfrigérateurs[1].
- 1974 : construction d'un nouvel atelier de fabrication de hottes à Kuurne. La même année, la technique de l'aspiration périphérique est mise au point[1],[3].
- 1977 : les hottes Novy sont équipées d’un amortisseur de bruit et d'un moteur silencieux[1],[4].